# Carl Ludwig Theodor Graff

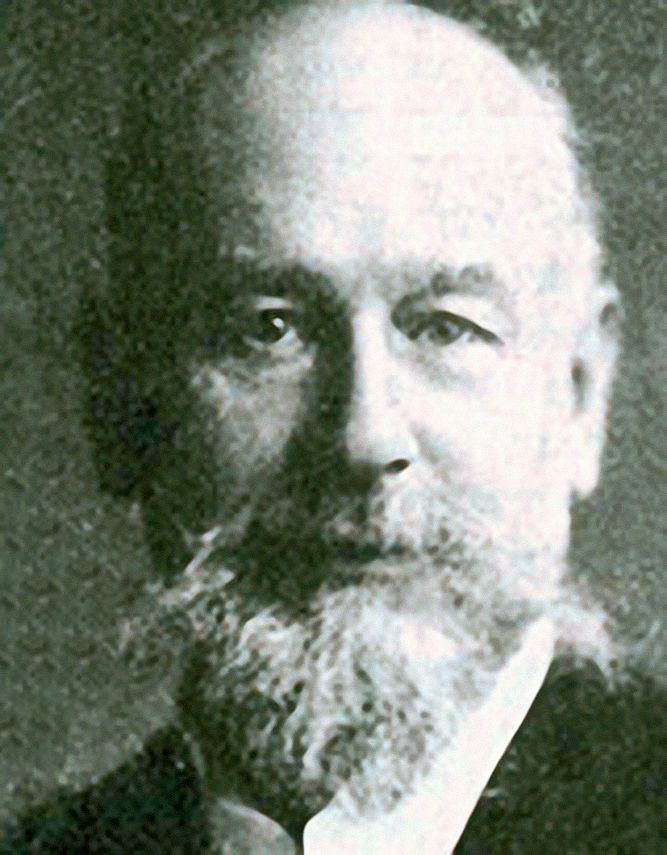
Carl Graff

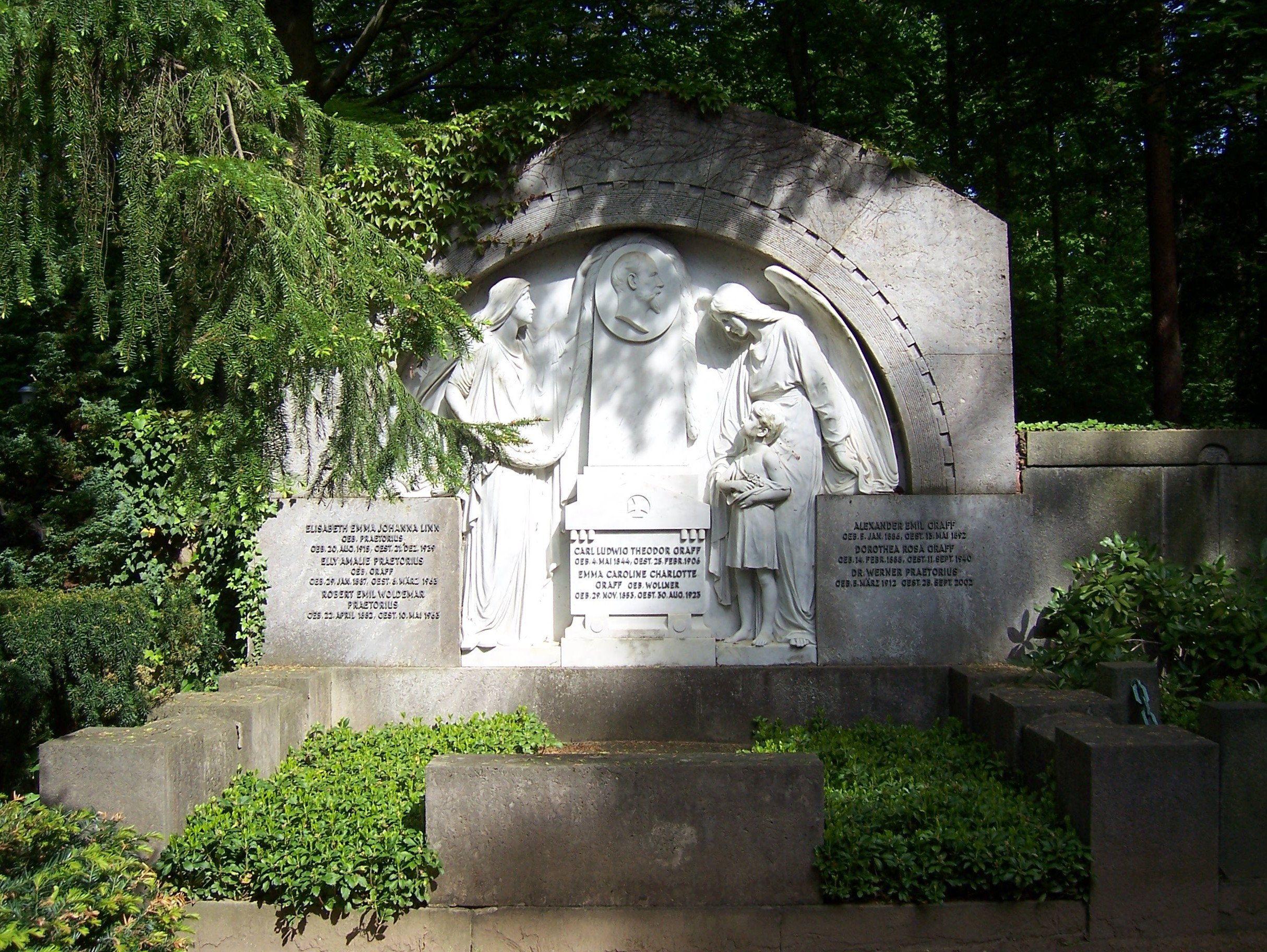
Grab Graffs in Dresden

Carl Ludwig Theodor Graff (* 4. Mai 1844 in Grabow; † 25. Februar 1906 in Leipzig) war ein deutscher Architekt.

## Leben
Carl Graff war der Sohn eines Kaufmanns. Nach dem Besuch des Schweriner Realgymnasiums erhielt er von seinem Onkel, dem Hofbaurat Georg Adolf Demmler in Schwerin den ersten Unterricht im Baufach. Danach studierte er von 1861 bis 1864 Architektur am Polytechnikum Hannover. Hier wurde er 1861 Mitglied der Landsmannschaft Obotritia, des späteren Corps Obotritia Darmstadt. Danach bis 1867 an der Berliner Bauakademie. Er bestand das Staatsexamen mit Auszeichnung. Zu Beginn seiner beruflichen Laufbahn arbeitete er an Entwürfen zu Kirchenbauten und war bei Restaurierungen am Güstrower Dom, am Schweriner Dom und beim Umbau der Paulskirche (Schwerin) unter Theodor Krüger tätig.
1870 ging Carl Graff nach Wien. 1872 übernahm er die Leitung der Architekturabteilung für die Wiener Weltausstellung. Er beteiligte sich 1873 selbst an der Ausstellung und im selben Jahr an der Ausstellung für österreichisches Kunstgewerbe mit einem historischen Jagdschrank, einem Schreibtisch und einem Spiegel. Eine weitere wichtige Arbeit war der Entwurf des Wiener Zentralbauhofes. Er war beim Neubau der Wiener Oper und der Hofmuseen beteiligt. 1874 wurde Carl Graff zum Professor der Dresdner Schule für Modellieren, Ornamenten- und Musterzeichnen ernannt. Er leitete diese bis 1905. Unter seiner Leitung gelang die Trennung der kunstgewerblichen Abteilung vom Polytechnikum und die Gründung einer selbstständigen Kunstgewerbeschule, der Königlich Sächsischen Kunstgewerbeschule, deren Direktor er bis 1905 war. Er sorgte für die Einbeziehung aller Zweige des Kunstgewerbes und gründete erstmals eine Klasse für Theaterdekoration.
Graff selbst leitete eine Meisterklasse für Architektur. Es gelang ihm, das Königliche Kunstgewerbemuseum und die Königliche Kunstgewerbebibliothek mit der Kunstgewerbeschule zu verbinden. Er entwarf Möbel, Teppiche, Stoffe, Küchengeräte, Schmuck, Bücher, Keramik und Uhren und entwickelte 1877/78 im Auftrag der Porzellanmanufaktur Meißen ein Dekor in Blaumalerei für ein Speise- und Kaffeeservice.
Carl Graff gründete 1877 den Kunstgewerbe-Verein Dresden, dessen Leitung er innehatte, und war Vorsitzender des offiziellen Sachverständigenvereins.
1897 ehrte man Carl Graff mit dem Titel eines Königlich sächsischen Geheimen Hofrats. 1900 war er Mitglied des Ausschusses für die Pariser Weltausstellung.